# Тифт (округ)
Тифт (англ. Tift County) — округ штата Джорджия, США. Население округа на 2000 год составляло 38 407 человек. Административный центр округа — город Тифтон.

## История
Округ Тифт основан в 1905 году.

## География
Округ занимает площадь 686.3 км2.

## Демография
Согласно Бюро переписи населения США, в округе Тифт в 2000 году проживало 38 407 человек. Плотность населения составляла 56 человек на квадратный километр.